# Етна
Етна (Muncibeddhu, Αἴτνη или једноставно iddhu на сицилијанском) је активни вулкан у Италији који се налази на источној обали Сицилије, близу Месине и Катаније. Етна је највиши вулкан у Европи, који се издиже на 3.357 m надморске висине, додуше, треба споменути да висина вулкана варира због ерупција. То је такође и највиша планина у Италији јужно од Алпа и покрива подручје од 1.190 km². Етна је три пута виша од Везува, који се такође налази у Италији.
Етна покрива површину од 1.190 km2 (459 sq mi) са базним обимом од 140 km (87 miles). То је чини далеко највећим од три активна вулкана у Италији, око два и по пута вишим од следећег по величини, Везува. Једино је планина Теиде на Тенерифима на Канарским острвима надмашује у целом европско-северноафричком региону западно од Црног мора.
У грчкој митологији, смртоносно чудовиште Тифон је заробљено испод ове планине од стране Зевса, бога неба и грома и краља богова, а за Хефестове ковачнице се такође говорило да су испод ње.
Етна је један од најактивнијих вулкана на свету и скоро да је у непрекидној фази ерупције. Иако је у више наврата изазивала огромне штете, Етна се не сматра врло опасним вулканом и хиљаде људи живе у њеној сенци. Плодно вулканско земљиште подржава екстензивну пољопривреду, са виноградима и воћњацима који се простиру преко нижих падина планине и широке равнице Катаније на југу. Због своје историје недавне активности и оближњег становништва, Етна је проглашена вулканом деценије од стране Уједињених нација. У јуну 2013. године додата је на Унескову листу светске баштине.

## Настанак
Етна је сразмерно млад вулкан. Појавила се из мора пре око милион година, а њена прва ерупција се догодила отприлике пола милиона година касније.

## Изглед
Природна структура од подножја до врха Етне - ниже обронке прекривају засади винове лозе, наранџи и пистација, а затим их постепено замењују трешње и јабуке. Потом, изнад њих се налазе падине са храстовима, брезама, лескама и кестеновима, а још више је подручје разливене окамењене лаве коју су обликовале временске прилике. У том делу нема много биљака, ту расте готово само планинско цвеће. На овом вулкану има и предела са вечним ледом. Све ближе врху се налазе се подручја која су неповољна за ило какав живот - сива, безоблична пустош, под вулканским шљаком, пепелом и лавом, кроз које се на појединим местима пробија пара. Разјапљено жредло кратера је обојено сулфатима и оксидима, а његова дубина се непрекидно мења у зависности од подизања и спуштања чепа од лаве.

## Историја вулканских ерупција

### Снажне ерупције
Сачувани су писани извори о великим ерупцијама 475. и 396. године пре нове ере. Затим, 812. и 1169. године, па у 14. веку.
1669. се Етна распукла од врха до дна, и из ње се излило на милионе тона лаве. Мање и честе ерупције редовно уништавају пољопривредне површине и спаљују села.
Па ипак, обронци Етне су једно од најгушће насељених подручја на Сицилији. Иако реке вулканске лаве имају огромну разорну моћ која уништава куће и путеве, оне теку споро па се ретко догоди да неко од људи настрада.

### Геолошка историја
Вулканска активност се први пут догодила на Етни пре око 500.000 година, са ерупцијама испод мора код древне обале Сицилије. Пре око 300.000 година, вулканизам је почео да се јавља југозападно од врха (средњи врх вулкана), а затим се активност померила ка садашњем центру пре 170.000 година. Ерупције у то време су изградиле прво веће вулканско здање, формирајући стратовулкан у наизменичним експлозивним и ефузивним ерупцијама. Раст планине је повремено прекидан великим ерупцијама, што је довело до урушавања врха и формирања калдера.
Од пре око 35.000 до 15.000 година, Етна је доживела неке веома експлозивне ерупције, стварајући велике пирокластичне токове, који су оставили велике наслаге игнимбрита. Пепео од ових ерупција пронађен је чак и јужно од границе Рима, 800 km (497 mi) северно.
Пре неколико хиљада година, источни бок планине доживео је катастрофалан колапс, стварајући огромно клизиште у догађају сличном оном виђеном у ерупцији планине Сент Хеленс 1980. године. Клизиште је оставило велику депресију на страни вулкана, познату као 'Вале дел Бове' (Долина волова). Једно истраживање објављено 2006. сугерише да се то догодило пре око 8.000 година и да је изазвало огроман цунами, који је оставио трага на неколико места у источном Медитерану.
Планина Етна се креће ка Средоземном мору просечном брзином од 14 mm (0,55 in) годишње, а масив клизи по неконсолидованом слоју изнад старијег нагнутог терена.

## Земљиште
На добро наводњеним обронцима Етне, вулкански пепео ствара једно од најплоднијих врста земљишта. Тамо је могуће остварити чак и до 5 берби поврћа годишње. Такође је земљиште погодно и за воће, а и за винограде.

## Галерија
- Поглед на Етну из града Таормине
- Подножје Етне